# RGB

Modelo aditivo de colores rojo, verde, azul.

RGB (sigla del inglés Red, Green, Blue; en español, ‘Rojo, Verde, Azul’) o RVA (sigla preferida por la ASALE y la RAE[cita requerida]) es la composición del color en términos de la intensidad de los colores primarios de la luz.

## Modelo de color Rojo Verde Azul

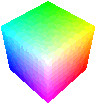
La representación tridimensional de este modelo es el cubo RGB.

RGB es un modelo de color basado en la síntesis aditiva, con el que es posible representar un color mediante la mezcla por adición de los tres colores de luz primarios. El modelo de color RGB no define por sí mismo lo que significa exactamente rojo, verde o azul, por lo que los mismos valores RGB pueden mostrar colores notablemente diferentes en distintos dispositivos que usen este modelo de color. Aunque utilicen un mismo modelo de color, sus espacios de color pueden variar considerablemente.

### Percepción y sensación de cada color
Los ojos humanos tienen dos tipos de células sensibles a la luz o fotorreceptores: los bastones y los conos. Estos últimos son los encargados de aportar la información de color.
Para saber cómo es percibido un color, hay que tener en cuenta que existen tres tipos de conos con respuestas frecuenciales diferentes, y que tienen máxima sensibilidad a los colores que forman la terna RGB. Aunque los conos que reciben información del verde y el rojo tienen una curva de sensibilidad similar, la respuesta al color azul es una veinteava (1/20) parte de la respuesta a los otros dos colores. Este hecho lo aprovechan algunos sistemas de codificación de imagen y vídeo, como el JPEG o el MPEG, «perdiendo» de manera consciente más información del componente azul, ya que el ser humano no percibe esta pérdida.
La sensación de color se puede definir como la respuesta de cada una de las curvas de sensibilidad al espectro radiado por el objeto observado. De esta manera, obtenemos tres respuestas diferentes, una por cada color. 
El hecho de que la sensación de color se obtenga de este modo, hace que dos objetos observados, radiando un espectro diferente, puedan producir la misma sensación. Y en esta propiedad de la visión humana se basa el modelo de síntesis del color, mediante el cual podemos obtener a partir de estímulos visuales estudiados y con una mezcla de los tres colores primarios, el color de un objeto con un espectro determinado.

## Tratamiento de la señal de vídeo RGB
RGB es el tratamiento de la señal de vídeo que trata por separado las señales de los tres colores rojo, verde y azul. Al usarlo independientemente, proporciona mayor calidad y reproducción más fiel del color.

### Visión general
El modelo de color llamado RGB es el que se utiliza en todos los sistemas que forman imágenes a través de rayos luminosos, ya sea emitiéndolos o recibiéndolos.
El modelo RGB está formado por los tres componentes de colores primarios aditivos y como mínimo un componente de sincronismo. Los componentes de color son las señales rojo, verde y azul; siendo transmitidos cada uno independiente y aislado del resto.
De esta forma no hay pérdidas en el tratamiento de la imagen puesto que los colores primarios siguen existiendo como tal en su transmisión. Por el contrario, mediante este sistema hay mucha información redundante, con el consiguiente aumento del ancho de banda necesario respecto a otros métodos de transmisión. Por ejemplo, cada color lleva el valor de brillo de toda la imagen, de forma que esta información está por triplicado.

### Emisores RGB

Círculo cromático RGB. Cada píxel de una pantalla o monitor, sintetiza un color graduando la luminosidad de sus 3 subpíxeles.

Unos sistemas (los que emiten rayos luminosos) forman las imágenes bien a través de tubos de rayos catódicos (TV, monitores, proyectores de vídeo, etc.), a través de LED (diodos luminosos) o sistemas de Plasma (TV, monitores, etc.).

#### Señal de luminancia
La sensación de luminosidad viene dada por el brillo de un objeto y por su opacidad, pudiendo producir dos objetos con tonalidades y prismas diferentes la misma sensación lumínica. La señal de luminancia es la cuantificación de esa sensación de brillo. Para mantener la compatibilidad entre las imágenes en blanco y negro y las imágenes en color, los sistemas de televisión actuales (PAL, NTSC, SECAM) transmiten tres informaciones: la luminancia y dos señales diferencia de color.
De esta manera, los antiguos modelos en blanco y negro pueden obviar la información relativa al color, y reproducir solamente la luminancia, es decir, el brillo de cada píxel aplicado a una imagen en escala de grises. Y las televisiones en color obtienen la información de las tres componentes RGB a partir de una matriz que relaciona cada componente con una de las señales diferencia de color.
Para cada uno de los sistemas de televisión se transmiten de diferente manera, motivo por el cual podemos tener problemas al reproducir una señal NTSC en un sistema de reproducción PAL.

#### Señal de sincronismo
La señal de sincronismo es necesaria para poder marcar la pauta de guiado de la muestra de colores en pantalla, tanto en el sentido horizontal (el avance de la línea de imagen), como en sentido vertical (el salto a una nueva línea de imagen.
El sincronismo puede transmitirse principalmente de tres formas:
- Sincronismos separados (RGBHV): Mediante este método existe una señal para el sincronismo horizontal HSync y otra señal para el sincronismo vertical VSync, ambas independientes entre sí y entre las señales de colores, teniendo en total 5 señales en la transmisión.

- Sincronismo compuesto (RGBS): Mediante este método existe una señal con toda la información del sincronismo horizontal y vertical, independiente entre las señales de colores, teniendo en total 4 señales en la transmisión.

- Sincronismo en verde (RGsB o SoG -Sync on Green-): Mediante este método existe una señal con toda la información del sincronismo horizontal y vertical multiplexada junto con la señal de color verde, teniendo en total 3 señales en la transmisión.

Nótese que este modelo existe solamente en pantallas y combinaciones de luz. No se aplica a los pigmentos (pintura), a los que corresponde el modo sustractivo de luz.

### Receptores RGB
Los sistemas que reciben y capturan luz (capturan las imágenes) son las cámaras digitales de fotografía y vídeo, los escáneres, etc. Gracias al establecimiento de este modelo de color, ha sido posible la creación de todos estos sistemas de emisión y recepción de imágenes. 
Sin embargo, algunos valores (intensidad de brillo) no pueden ser obtenidos por este método.

## Uso de RGB en HTML y en lenguajes de programación
Para indicar con qué proporción es mezclado cada color, se asigna un valor a cada uno de los colores primarios, de manera que el valor "0" significa que no interviene en la mezcla y, a medida que ese valor aumenta, se entiende que aporta más intensidad a la mezcla. Aunque el intervalo de valores podría ser cualquiera (valores reales entre 0 y 1, valores enteros entre 0 y 37, etc.), es frecuente que cada color primario se codifique con un byte (8 bits).
Así, de manera usual, la intensidad de cada una de las componentes se mide según una escala que va del 0 al 255 y cada color es definido por un conjunto de valores escritos entre paréntesis (correspondientes a valores "R", "G" y "B") y separados por comas.

Cubo RGB.

De este modo, el rojo se obtiene con (255,0,0), el verde con (0,255,0) y el azul con (0,0,255), obteniendo, en cada caso un color resultante monocromático. La ausencia de color, es decir el color negro, se obtiene cuando las tres componentes son 0: (0,0,0). La combinación de dos colores a su máximo valor de 255 con un tercero con valor 0 da lugar a tres colores intermedios. De esta forma, aparecen los colores amarillo (255,255,0), cian (0,255,255) y magenta (255,0,255). El color blanco se forma con los tres colores primarios a su máximo valor (255,255,255).
El conjunto de todos los colores también se puede representar en forma de cubo. Cada color es un punto de la superficie o del interior de este. La escala de grises estaría situada en la diagonal que une al color blanco con el negro.

### HTML
En las pantallas, la sensación de color se produce por la mezcla aditiva de rojo, verde y azul. Las pantallas se dividen en puntos minúsculos llamados píxeles formados por tres subpíxeles de colores primarios de luz, cada uno de los cuales brilla con una determinada intensidad.
Al principio, la limitación en la profundidad de color de la mayoría de los monitores condujo a una gama limitada a 216 colores, definidos por el cubo de color, mediante la fórmula 63=216. No obstante, el predominio de los monitores de 24-bit (resultante de 224), posibilitó el uso de 16.777.216 colores del espacio de color HTML RGB.
La gama de colores de la Web consiste en 216 combinaciones de rojo, verde y azul, donde cada color puede tomar un valor entre seis diferentes (en numeración hexadecimal): #00, #33, #66, #99, #CC o #FF, cuyos valores respectivos en sistema decimal equivalen a 0, 51, 102, 153, 204 y 255, que tienen un porcentaje de intensidad de 0%, 20%, 40%, 60%, 80% y 100%, respectivamente. Esto nos permite dividir los 216 colores en un cubo de dimensión 6.
Se procura que los píxeles sean de un color tal que cuanto más saturado sea, será mejor, pero nunca se trata de un color absolutamente puro. Por tanto la producción de colores con este sistema tiene limitaciones:
- La derivada del funcionamiento de las mezclas aditivas: sólo pueden ser obtenidos los colores interiores del triángulo formado por los tres colores primarios de luz.
- La derivada del hecho que los colores primarios usados no son absolutamente monocromáticos.
- Las diversas pantallas no son iguales exactamente, además de ser configurables por los usuarios, con lo cual varios parámetros pueden variar.

Esto implica que las codificaciones de los colores destinadas a las pantallas se deben interpretar como descripciones relativas, y entender la precisión de acuerdo con las características de la pantalla.

### Codificación hexadecimal del color

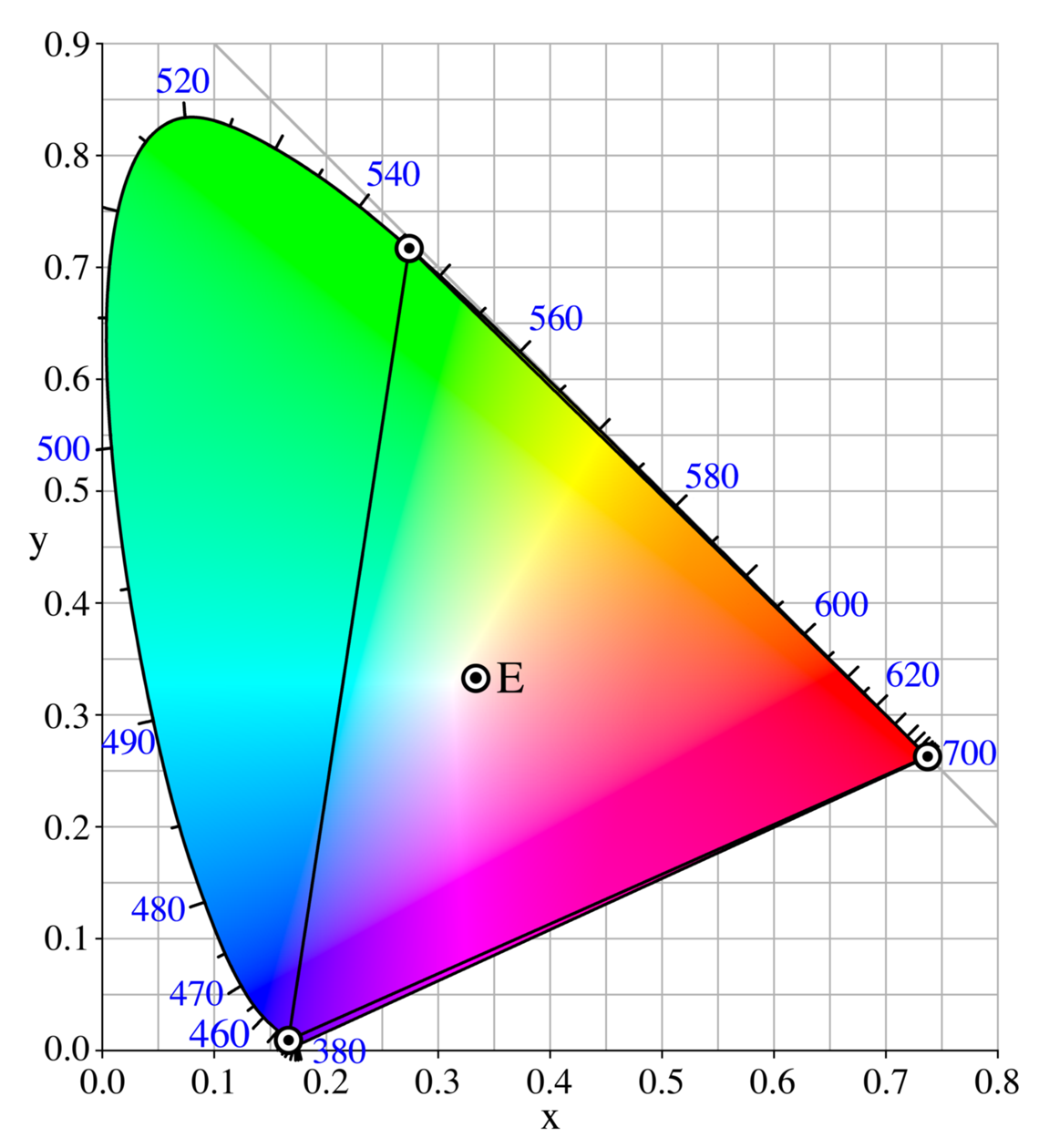
Colores de la CIE.

La codificación dodecadecimal del color permite expresar fácilmente un color concreto de la escala RGB, utilizando la notación hexadecimal, como en el lenguaje HTML y en JavaScript. Este sistema utiliza la combinación de tres códigos de dos dígitos para expresar las diferentes intensidades de los colores primarios RGB .
| Negro  | #000000 | Los tres canales están al mínimo 00, 00 y 00 |
| Blanco | #ffffff | Los tres canales están al máximo ff, ff y ff |

En el sistema de numeración hexadecimal, además de los números del 0 al 9 se utilizan seis letras con un valor numérico equivalente; a=10, b=11, c=12, d=13, e=14 y f=15. La correspondencia entre la numeración hexadecimal y la decimal u ordinaria viene dada por la siguiente fórmula:
decimal = primera cifra hexadecimal × 16 + segunda cifra hexadecimal
La intensidad máxima es ff, que se corresponde con (15×16)+15= 255 en decimal, y la nula es 00, también 0 en decimal. De esta manera, cualquier color queda definido por tres pares de dígitos.
| Rojo  | #ff0000 | El canal de rojo está al máximo y los otros dos al mínimo   |
| Verde | #00ff00 | El canal del verde está al máximo y los otros dos al mínimo |
| Azul  | #0000ff | El canal del azul está al máximo y los otros dos al mínimo  |

| Amarillo    | #ffff00 | Los canales rojo y verde están al máximo    |
| Cian        | #00ffff | Los canales verde y azul están al máximo    |
| Magenta     | #ff00ff | Los canales azul y rojo están al máximo     |
| Gris claro  | #d0d0d0 | Los tres canales tienen la misma intensidad |
| Gris oscuro | #5e5e5e | Los tres canales tienen la misma intensidad |

A partir de aquí se puede hacer cualquier combinación de los tres colores.
| Color       | Hexadecimal | Color         | Hexadecimal | Color      | Hexadecimal | Color    | Hexadecimal |
| ----------- | ----------- | ------------- | ----------- | ---------- | ----------- | -------- | ----------- |
| cian        | #00ffff     | negro         | #000000     | azul       | #0000ff     | fucsia   | #ff00ff     |
| gris        | #808080     | verde         | #008000     | verde lima | #00ff00     | granate  | #800000     |
| azul marino | #000080     | verde oliva   | #808000     | morado     | #800080     | rojo     | #ff0000     |
| plateado    | #c0c0c0     | verde azulado | #008080     | blanco     | #ffffff     | amarillo | #ffff00     |

#### Los colores más saturados y los más luminosos

esquema CIE.

Supongamos tres fuentes luminosas, r, g y b, de las características indicadas en el gráfico adjunto:
Cualquier color que se pueda obtener a partir de esos tres colores primarios tendrá la forma:
(ir, ig, ib)
donde ir, ig e ib son los coeficientes de las intensidades correspondientes a cada color primario.
Si situamos los colores obtenidos en el gráfico, tenemos que:
- Si dos de los coeficientes son nulos, el color se sitúa en el vértice correspondiente al color de coeficiente no nulo.
- Si un coeficiente es nulo, el color se sitúa en uno de los lados del triángulo: el conjunto de todos ellos son los colores más saturados.
- Si ninguno de los coeficientes es nulo, el color se sitúa en un punto del interior; cuanto más parecidos sean los tres coeficientes, más cerca estará del blanco (en el centro).

Al representar combinaciones de tres valores independientes en un diagrama que sólo tiene dos, resulta que a cada punto del diagrama le corresponde toda una familia de colores. Por ejemplo, los siguientes colores tienen la misma proporción de rojo, verde y azul, y por tanto les corresponde el mismo punto del gráfico. Solo se diferencian en la intensidad.
| 100, 50, 0  | #643200 | Marrón oscuro |
| 200, 100, 0 | #c86400 | Marrón claro  |
| 150, 75, 0  | #964b00 | Marrón        |

Si las intensidades ir, ig e ib tienen un límite superior (255), la condición necesaria y suficiente para que un color sea el más intenso de la familia (es decir, de los representados por el mismo punto) es que al menos uno de sus coeficientes sea 255.
Los colores que presentan la máxima saturación y la máxima luminosidad a la vez, son los que reúnen dos requisitos: al menos uno de los coeficientes es 255 y al menos uno de los coeficientes es 0. De esto se deduce que los colores más saturados y más luminosos siguen la siguiente secuencia:
| - (0, 0, 0) es negro - (255, 255, 255) es blanco - (255, 0, 0) es rojo - (0, 255, 0) es verde - (0, 0, 255) es azul - (255, 255, 0) es amarillo - (0, 255, 255) es cian - (255, 0, 255) es magenta | amarillo (255,255,0) | verde (0,255,0) | cian (0,255,255)    |
| - (0, 0, 0) es negro - (255, 255, 255) es blanco - (255, 0, 0) es rojo - (0, 255, 0) es verde - (0, 0, 255) es azul - (255, 255, 0) es amarillo - (0, 255, 255) es cian - (255, 0, 255) es magenta | rojo (255,0,0)       |                 | azul (0,0,255)      |
| - (0, 0, 0) es negro - (255, 255, 255) es blanco - (255, 0, 0) es rojo - (0, 255, 0) es verde - (0, 0, 255) es azul - (255, 255, 0) es amarillo - (0, 255, 255) es cian - (255, 0, 255) es magenta |                      | rojo (255,0,0)  | magenta (255,0,255) |